# Cobitis takatsuensis
Cobitis takatsuensis är en fiskart som beskrevs av Mizuno, 1970. Cobitis takatsuensis ingår i släktet Cobitis och familjen nissögefiskar. IUCN kategoriserar arten globalt som nära hotad. Inga underarter finns listade i Catalogue of Life.